# RGZ-89
RGZ-89 — польская наступательная ручная осколочная граната дистанционного действия, предназначенная для поражения живой силы и техники противника на близких расстояниях.

## История
В 1987 году в Польше было принято решение о разработке новой наступательной гранаты для замены РГ-42, в 1989 году - разработана граната RGZ-89, серийное производство которой было освоено в 1995 году на предприятии «Dezamet S.A.» в городе Нова-Демба. Производство запалов УЗРГМ к ней было освоено на предприятии «BELMA S.A.» в городе Быдгощ.

## Описание
RGZ-89 имеет пластмассовый цилиндрический корпус из полиамида, внутри которого находятся готовые поражающие элементы (свёрнутая кольцами проволока с насечками) и заряд гексогена массой 106 граммов. В верхнюю часть корпуса ввинчивают запал УЗРГМ (до ввинчивания запала отверстие закрыто пластмассовой пробкой).

## Страны-эксплуатанты
- Польша